# Hui Wai Ho
Hui Wai Ho (chinesisch 許偉浩; * 9. Februar 1986) ist ein Badmintonspieler aus Hongkong.

## Karriere
Hui Wai Ho wurde 2007 und 2009 im Herrendoppel Meister von Hongkong. Den ersten Titel errang er mit Alroy Tanama Putra, den zweiten mit Albertus Susanto Njoto. Bei den Weltmeisterschaften 2007 schaffte er es im  Doppel bis in Runde zwei, während im Mixed schon in Runde eins Endstation war. Bei den Asienspielen 2006 wurde er Neunter im Mixed und 17. im Doppel. Ein Jahr später wurde er Zweiter im Mixed bei den Vietnam Open 2007.

## Sportliche Erfolge
| Saison | Veranstaltung         | Disziplin    | Platz | Name                                |
| ------ | --------------------- | ------------ | ----- | ----------------------------------- |
| 2006   | Asienspiele           | Mixed        | 9     | Hui Wai Ho / Olivia Sin Yee Wong    |
| 2006   | Asienspiele           | Herrendoppel | 17    | Wong Wai Hong / Hui Wai Ho          |
| 2007   | Vietnam Open          | Mixed        | 2     | Hui Wai Ho / Chau Hoi Wah           |
| 2007   | Weltmeisterschaft     | Herrendoppel | 17    | Alroy Tanama Putra / Hui Wai Ho     |
| 2007   | Weltmeisterschaft     | Mixed        | 33    | Hui Wai Ho / Chau Hoi Wah           |
| 2007   | Nationale Titelkämpfe | Herrendoppel | 1     | Alroy Tanama Putra / Hui Wai Ho     |
| 2009   | Nationale Titelkämpfe | Mixed        | 1     | Albertus Susanto Njoto / Hui Wai Ho |